# ボー・シュルツ
パトリック・ボーウェン・シュルツ（Patrick Bowen Schultz, 1985年9月25日 - ）は、アメリカ合衆国・テキサス州ダラス出身の元プロ野球選手（投手）。右投右打。

## 経歴

### プロ入りとアスレチックス傘下時代
2008年にオークランド・アスレチックスと契約。契約後、傘下のルーキー級アリゾナリーグ・アスレチックスでプロデビュー。14試合（先発7試合）に登板して4勝3敗・防御率5.24・30奪三振の成績を残した。
2009年はA-級バンクーバー・カナディアンズでプレーし、26試合に登板して2勝3敗・防御率2.66・48奪三振の成績を残した。
2010年はA級ケーンカウンティ・クーガーズでプレーし、41試合に登板して6勝1敗・防御率2.87・65奪三振の成績を残した。
2011年はA+級ストックトン・ポーツでプレーしたが、7試合に登板して0勝0敗1セーブ・防御率14.85・4奪三振と結果を残せず、4月27日に解雇された。

### 独立リーグ時代
2011年シーズン途中に独立リーグであるアメリカン・アソシエーションのグランドプレーリー・エアーホッグスに入団。37試合（先発4試合）に登板して4勝3敗1セーブ・防御率4.12・54奪三振の成績を残した。

### ダイヤモンドバックス時代
2012年3月8日にアリゾナ・ダイヤモンドバックスとマイナー契約を結んだ。まず傘下のA+級バイセイリア・ローハイドでプレーし、29試合に登板して4勝2敗11セーブ・防御率4.50・36奪三振の成績を残した。7月にAA級モービル・ベイベアーズへ昇格。17試合に登板して2勝3敗・防御率2.11・13奪三振の成績を残した。
2013年はAA級モービルとAAA級リノ・エーシズでプレー。AAA級リノでは17試合に登板して0勝2敗・防御率5.49・23奪三振の成績を残した。オフの11月20日に40人枠入りを果たした。
2014年は開幕ロースター入りし、3月23日にオーストラリアのシドニー・クリケット・グラウンドで行われたロサンゼルス・ドジャース戦でメジャーデビュー。8回から登板し、1回を投げ無安打無失点に抑えた。この年メジャーでは4試合に登板して0勝1敗・防御率7.88・5奪三振の成績を残した。

### ブルージェイズ時代
2014年10月8日にウェイバー公示を経てトロント・ブルージェイズへ移籍した。
2015年は全てリリーフ登板で31試合に投げた。メジャー初勝利はまたしてもお預けだったものの、防御率3.56を記録した。
2016年は出番が減り、16試合にリリーフ登板した。投球内容も前年より悪化し、防御率5.51、16.1イニングで被本塁打は3本だった。
2017年3月29日、トミー・ジョン手術を受けるため今季の残りシーズンは全休の見込みと報道された。この年はメジャー及びマイナーでの登板は無く、オフの11月1日に40人枠を外れる形で傘下のAAA級バッファロー・バイソンズへ配属された後、7日にFAとなった。

### パイレーツ傘下時代
2018年1月5日にピッツバーグ・パイレーツとマイナー契約を結び、スプリングトレーニングに招待選手として参加することになった。11月2日にFAとなった。

### オリオールズ傘下時代
2019年1月11日にボルチモア・オリオールズとマイナー契約を結び、スプリングトレーニングに招待選手として参加することになったが、シーズン開幕前の3月20日にリリースされた。以降はいずれの球団とも契約はなく、この年限りで現役を引退した。

## 詳細情報

### 年度別投手成績
| 年 度    | 球 団    | 登 板 | 先 発 | 完 投 | 完 封 | 無 四 球 | 勝 利 | 敗 戦 | セ 丨 ブ | ホ 丨 ル ド | 勝 率 | 打 者 | 投 球 回 | 被 安 打 | 被 本 塁 打 | 与 四 球 | 敬 遠 | 与 死 球 | 奪 三 振 | 暴 投 | ボ 丨 ク | 失 点 | 自 責 点 | 防 御 率 | W H I P |
| -------- | -------- | ----- | ----- | ----- | ----- | -------- | ----- | ----- | -------- | ----------- | ----- | ----- | -------- | -------- | ----------- | -------- | ----- | -------- | -------- | ----- | -------- | ----- | -------- | -------- | ------- |
| 2014     | ARI      | 4     | 0     | 0     | 0     | 0        | 0     | 1     | 0        | 0           | .000  | 36    | 8.0      | 13       | 1           | 1        | 1     | 0        | 5        | 0     | 0        | 7     | 7        | 7.88     | 1.75    |
| 2015     | TOR      | 31    | 0     | 0     | 0     | 0        | 0     | 1     | 1        | 4           | .000  | 173   | 43.0     | 32       | 7           | 14       | 0     | 1        | 31       | 2     | 0        | 19    | 17       | 3.56     | 1.07    |
| 2016     | TOR      | 16    | 0     | 0     | 0     | 0        | 0     | 1     | 0        | 0           | .000  | 68    | 16.1     | 17       | 3           | 3        | 0     | 0        | 10       | 0     | 0        | 10    | 10       | 5.51     | 1.22    |
| MLB：3年 | MLB：3年 | 51    | 0     | 0     | 0     | 0        | 0     | 3     | 1        | 4           | .000  | 277   | 67.1     | 62       | 11          | 18       | 1     | 1        | 46       | 2     | 0        | 36    | 34       | 4.54     | 1.19    |

- 2020年度シーズン終了時

### 背番号
- 58（2014年）
- 47（2015年 - 2016年）